# 大益
大益（羅馬化：Dahā，羅馬化：Daoi / Daai / Dai / Dasai）是西元前存在於中亞的部落聯盟，由帕尼、鲜提（Xanthii）和毕苏里（Pissuri）三个游牧部落组成 。大益人活动的区域大致在今土库曼斯坦境内，因此这个地区也被称为Dahestan, Dahistan 或 Dihistan。
大益人的生活方式鲜为人知，伊朗考古学家比瓦尔称现在仍无法确定大益首都的位置。
前1千纪晚期，大益瓦解，一部分大益人融入了波斯、南亚或其他中亚地区，如今土库曼人在大益的土地上生活。历史学家珀西·塞克斯提出了另一个说法，即大益人在土库曼斯坦成了土库曼人中一个小部落。不过由于年代久远，这个说法可信度不高。 

## 起源
印度最古老的詩歌總集《梨俱吠陀》提到大益和达萨（羅馬化：dāsa）是雅利安（羅馬化：Ārya）的敌人，所以两者之间可能有关系。 

## 历史
据伯诺索斯所著的居鲁士大帝传记记载，居鲁士在锡尔河（Jaxartes）附近被大益射手杀死。 后来，亚历山大大帝和斯特拉波声称有一部分大益人居住在锡尔河附近。根据伊朗大百科全书，大益人在巴克特里亚的东北部和粟特的东部活动。可以确定的是，有大益人在靠近古代马尔吉亚那的卡拉库姆沙漠东部边缘活动，该地与青铜文明巴克特里亞·馬爾吉阿納文明體（BMAC）相邻。
普遍认为，薛西斯古波斯族群和阿契美尼德王朝行省的列表是第一个关于大益的可靠记载，铭文显示梵語：，羅馬化：Dāha，直译：「达哈」与萨卡相邻。
目前尚不清楚亚什特（可能记载于前5世纪）提到的 *Dāha或*Dåŋha (只能用阴性词Dahi证明)是否就是大益。 除此之外，没有任何来源可以证明两个词是指同一个族群。
大益和萨卡部落加入阿契美尼德王朝的军队，并在高加米拉战役（前331年）中被亚历山大大帝打败。阿契美尼德王朝灭亡后，亚历山大雇佣大益弓骑兵入侵印度。
一些塞琉古时期（前312－前63年）的萨卡硬币有时被认为是大益的。前3世纪，帕尼人大益在名为阿尔沙克（前250年-前211年，羅馬化：Arshak）的首领的带领下兴起。帕尼人入侵刚从塞琉古独立出来的帕提亚。阿尔沙克废黜了帕提亚的君主，并自己加冕为王，形成安息王朝；该王朝最终率军控制了整个伊朗高原。最后，帕尼人与帕提亚人被统称为帕提亚人。
在公元前1世纪，大益曾向中国派出使节。据中国历史学家余太山称，同时期的《史记》在到访汉朝的众多使节中，单独提到了花剌子模（英語：Khwarezm），大益（英語：Dahae）和蘇薤（英語：Soghdia）的使节。
在公元前1世纪， 斯特拉波（希臘語：Στράβων，地理学家）也称大益为斯基泰人（在今土库曼斯坦附近活动）。但斯基泰和塞迦通常被当成同义词，这一点跟斯特拉波的观点不一致。